# Institut français d'études andines
Ne pas confondre avec Institut français d'études anatoliennes (IFEA).
Vous pouvez aider à l'améliorer ou bien discuter des problèmes sur sa page de discussion.
- Il ne cite pas suffisamment ses sources. Vous pouvez indiquer les passages à sourcer avec {{référence nécessaire}} ou {{Référence souhaitée}}, et inclure les références utiles en les liant aux notes de bas de page. (Marqué depuis février 2019)
- Il n’est pas rédigé dans un style encyclopédique. (Marqué depuis février 2019)
- La traduction est incomplète. (Marqué depuis février 2019)

- Archive Wikiwix
- Bing
- Cairn
- DuckDuckGo
- E. Universalis
- Gallica
- Google
- G. Books
- G. News
- G. Scholar
- Persée
- Qwant
- (zh) Baidu
- (ru) Yandex
- (wd) trouver des œuvres sur Wikidata

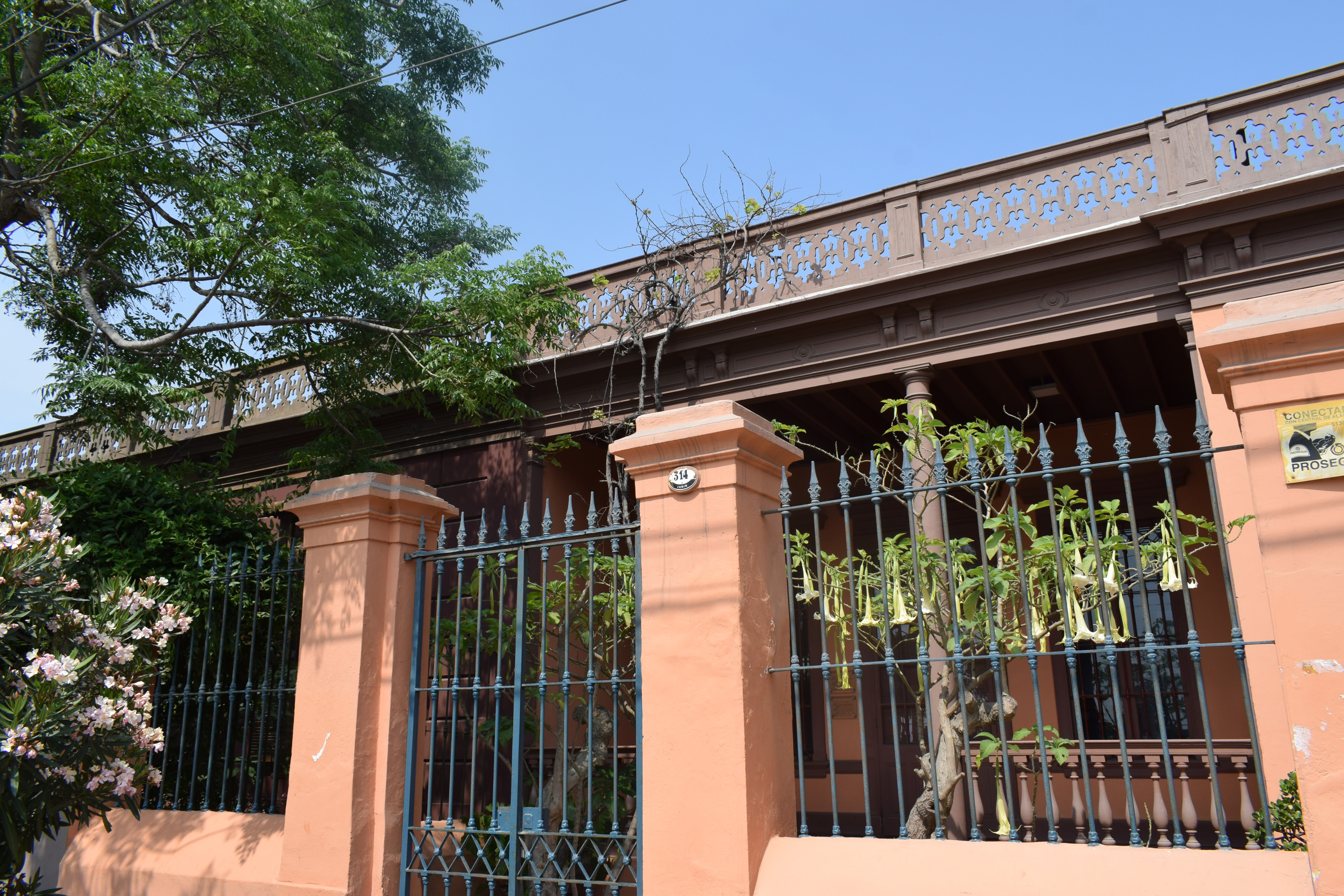
Siège administratif de l'IFEA (2016)

L'Institut français d'études andines (IFEA) est une unité de recherche multidisciplinaire et une plateforme de soutien à la recherche française et européenne en collaboration avec les pays andins. 
Il participe aussi dans le système français d'action culturelle. Leur travail est tûtelé par le ministère de l'Europe et des Affaires étrangères et le Centre national de la recherche scientifique (CNRS).

## Histoire
L'Institut développe ses activités autour de quatre pays andins : la Bolivie, la Colombie, l'Équateur et le Pérou. Il est inauguré le 14 mai 1948 sous le nom de Centre français d'études andines comme une initiative de personnalités scientifiques comme Jehan Vellard qui fut son premier directeur,.
Actuellement[évasif], il gère l'Unité de Service et de Recherche USR 3337 « Amérique Latine » conjointement avec le Centre d'études mexicaines et centraméricaines (CEMCA, UMIFRE 16).
L'IFEA se consacre au aux sciences sociales et humaines. Il participe au débat public au travers de ses éditions, ses événements scientifiques et ses collaborations avec plusieurs institutions locales. Il contribue aussi à la formation de jeunes chercheurs à travers son programme de bourses. Parmi ses collaborateurs ont figuré Danièle Lavallée, Didier Fassin et Jean-Michel Blanquer.
Au niveau éditorial, il publie quatre collections :
- La revue Bulletin de l'Institut français d'études andines (es)
- Les Travaux de l'IFEA
- La Bibliothèque Andine de Poche
- Actes & Mémoires.

En 2016, le siège administratif de l'institution s'installe dans une maison léguée par l'archéologue péruvien Carlos Brignardello, à Lima.
En 2018, l'IFEA célèbre ses 70 ans de vie institutionnelle avec une série de Journées sur le thème « Les Biens communs » à Lima, Bogotá, Quito et La Paz : plus de 60 chercheurs français et latino-américains y ont pris part.

## Directeurs de l'IFEA
Depuis sa création en 1948, l'IFEA a connu 14 directeurs :
- Jehan Vellard (1948-1962)
- François Chevalier (1962-1966)
- Olivier Dollfus (1966-1972)
- Pierre Usselmann (1972-1977)
- François Mégard (1977-1981)
- Jean-Paul Deler (1981-1985)
- Yves Saint-Geours (1985-1989)
- Christian de Muizon (1989-1995)
- Georges Pratlong (1995-1999)
- Jean-Joinville Vacher (1999-2003)
- Henri Godard (2004-2007)
- Georges Lomné (2007-2012)
- Gérard Borras (2012-2016)
- Évelyne Mesclier (2016-2020)
- Aliocha Maldavsky (depuis 2020)